# Radovo (Boszilovo)
Radovo (macedónul: Радово) település Észak-Macedóniában, a Délkeleti körzet Boszilovói járásában.

## Népesség
| Lakosok száma | 516  | 606  | 593  | 679  | 762  | 882  | 884  | 851  | 804  |
|               | 1948 | 1953 | 1961 | 1971 | 1981 | 1991 | 1994 | 2002 | 2021 |

2002-ben 851 lakosa volt, akik közül 834 macedón, 16 török és 1 egyéb nemzetiségű.